# Nordische Skiweltmeisterschaften 1929
Die 6. Nordischen Skiweltmeisterschaften wurden vom 5. bis 10. Februar 1929 in Zakopane in Polen ausgetragen.

## Geschichte
Die Wettbewerbe wurden damals offiziell als Internationale FIS-Rennen bezeichnet und hatten nicht den Status einer Weltmeisterschaft. Inoffiziell wurde vor allem in den Medien und interessierten Sportkreisen aber bereits von weltmeisterschaftswürdigen Veranstaltungen, vielmehr aber noch von ebenso inoffiziellen Europameisterschaften im Skilauf gesprochen. Der polnische Skiverband und Zakopane wurde zum ersten Mal mit der Ausrichtung eines großen FIS-Rennens betraut, in den Jahren 1939 und 1962 bekam der polnische Kurort dann auch die Ausrichtung der dann schon offiziellen Weltmeisterschaften zugesprochen.
An den Wettbewerben nahmen insgesamt fünfzehn Verbände aus vierzehn Staaten, größtenteils aus West- und Mitteleuropa sowie Skandinavien teil. Während der Wettläufe der FIS beherbergte Zakopane zusätzlich zum Tross der Aktiven und Betreuer noch etwa 25.000 Kurgäste, sodass in der kleinen polnischen Stadt ein buntes und regen Treiben herrschte.

## Wettbewerbe
Auf dem Programm standen wie schon bei den vorangegangenen FIS-Rennen von 1927 in Cortina und den Olympischen Winterspielen 1928 in der Schweiz die traditionellen nordischen Skiwettbewerbe im Langlauf über 18 und 50 km, der Sprunglauf und die Nordische Kombination.
Auf dem FIS-Kongress anlässlich der Olympischen Winterspiele in St. Moritz wurde im Februar 1928 auf Antrag von Arnold Lunn auf internationale Anerkennung von Abfahrt und Slalom beschlossen, den nationalen Verbänden zu erlauben, "versuchsweise" Rennen nach den sogenannten "British Rules" durchzuführen. Der polnische Skiverband machte davon anlässlich der FIS-Rennen in Zakopane Gebrauch und führte damit erstmals alpine Wettbewerbe im Rahmen der Internationalen FIS-Rennen durch. Aus heutiger Sicht würde man diese Bewerbe als Demonstrationssportarten bezeichnen.
Zum damaligen Programm der FIS-Rennen zählte auch der Militärpatrouillenlauf. Als die FIS ihren einmal jährlich ausgeschriebenen großen internationalen Rennen nachträglich den Status von Weltmeisterschaften verlieh, wurden jedoch nur noch die traditionellen Wettbewerbe als offiziell bezeichnet. Der Militärpatrouillenlauf blieb dabei ebenso außen vor wie die beiden alpinen Abfahrtsläufe.

## Programm
| Datum                  | Uhrzeit (MST)                            | Herren                                 | Damen                    |
| ---------------------- | ---------------------------------------- | -------------------------------------- | ------------------------ |
| Dienstag, 5. Februar   |                                          | Skilanglauf: Dauerlauf 50 km           |                          |
| Mittwoch, 6. Februar   |                                          | Ski Alpin: Abfahrt                     |                          |
| Donnerstag, 7. Februar |                                          |                                        | Skilanglauf: Einzel 7 km |
| Freitag, 8. Februar    |                                          | Skilanglauf: Einzel 18 km              |                          |
| Freitag, 8. Februar    | Nordische Kombination: Skilanglauf 18 km |                                        |                          |
| Samstag, 9. Februar    | vormittags                               | Militärpatrouillenlauf                 |                          |
| Samstag, 9. Februar    | nachmittags                              | Nordische Kombination: Sprunglauf K-60 |                          |
| Sonntag, 10. Februar   |                                          | Skispringen: Sprunglauf K-60           |                          |

## Legende
Kurze Übersicht zur Bedeutung der Symbolik – so üblicherweise auch in sonstigen Veröffentlichungen verwendet:
| HDW    | Hauptverband Deutscher Wintersportvereine der Tschechoslowakischen Republik                    |
| SL RČS | Verband der Skifahrer der Tschechoslowakischen Republik (Svaz lyžařů Republiky československé) |

## Teilnehmer
An den FIS-Rennen von 1929 in Zakopane nahmen insgesamt fünfzehn nationale Skiverbände aus vierzehn Staaten teil. Die Tschechoslowakei war erneut mit beiden Verbänden, dem tschechischen SL RČS und dem deutschböhmischen HDW vertreten. Großbritannien war mit neun Sportlern bei den alpinen Bewerben beteiligt, hatte aber auch drei Mann für den Sprunglauf genannt. Frankreich nahm nur am nicht zur Weltmeisterschaft zählenden Militärpatrouillenlauf teil.
Teilnehmer an den offiziellen FIS-Wettbewerben:
| \| - Österreich (AÖSV) - Deutsches Reich - Finnland - Großbritannien - Königreich Italien \| - Jugoslawien - Lettland - Norwegen - Polen - Rumänien \| - Schweden - Schweiz - Tschechoslowakei (SL RČS) - Tschechoslowakei (HDW) - Ungarn \| \| |                                                        |                                                                                    |  |
| - Österreich (AÖSV) - Deutsches Reich - Finnland - Großbritannien - Königreich Italien | - Jugoslawien - Lettland - Norwegen - Polen - Rumänien | - Schweden - Schweiz - Tschechoslowakei (SL RČS) - Tschechoslowakei (HDW) - Ungarn |  |

Teilnehmer ausschließlich am inoffiziellen Militärpatrouillenlauf:
| - Frankreich |

## Tagung des Internationalen Skisportverbandes
Anlässlich der FIS-Rennen hielt der Vorstand des Internationalen Skiverbandes in Zakopane eine Tagung ab und fasste folgende Beschlüsse:
Der Skiverband Lettlands wurde provisorisch als Mitglied aufgenommen. Das Beitrittsgeld wurde Lettland zur Hälfte erlassen, allerdings musste der Beschluss beim nächsten FIS-Kongress 1930 in Oslo noch offiziell anerkannt werden.
In Bezug auf die damals bevorstehenden Olympischen Spiele in Lake Placid 1932 wurde beschlossen, die Teilnahme der europäischen Verbände von finanziellen Zuschüssen Amerikas abhängig zu machen.
Die Österreichische Ski-Delegation (ÖSD) stellte einen Antrag auf offizielle Einführung von Abfahrtsläufen bei FIS-Rennen. Der Antrag wurde einer Kommission übergeben, die die Erfahrungen der einzelnen Verbände über Abfahrtsläufe sammeln und auf Grundlage dieser Ergebnisse Vorschläge für den Kongress in Oslo auszuarbeiten hatte.
Zuletzt wurde der Beschluss gefasst, beim Neubau von Skisprungschanzen deren Größe zu beschränken, um damit die großen Gefahren für die Sprungläufer zu minimieren und die Jagd nach Weitenrekorden zu unterbinden.

## Medaillenspiegel
Endstand nach 4 heute offiziell zur WM zählenden Wettbewerben
| Platz | Land     |   |   |   |   |
| ----- | -------- | - | - | - | - |
| 1     | Norwegen | 2 | 2 | 1 | 5 |
| 1     | Finnland | 2 | 2 | 1 | 5 |
| 3     | Schweden | 0 | 0 | 2 | 2 |

| Platz | Sportler           | Nation   | Gold | Silber | Bronze | Gesamt |
| ----- | ------------------ | -------- | ---- | ------ | ------ | ------ |
| 1     | Anselm Knuuttila   | Finnland | 1    | 1      | 0      | 2      |
| 1     | Veli Saarinen      | Finnland | 1    | 1      | 0      | 2      |
| 3     | Sigmund Ruud       | Norwegen | 1    | 0      | 0      | 1      |
| 3     | Hans Vinjarengen   | Norwegen | 1    | 0      | 0      | 1      |
| 5     | Kristian Johansson | Norwegen | 0    | 1      | 0      | 1      |
| 5     | Ole Stenen         | Norwegen | 0    | 1      | 0      | 1      |
| 7     | Hjalmar Bergström  | Schweden | 0    | 0      | 1      | 1      |
| 7     | Esko Järvinen      | Finnland | 0    | 0      | 1      | 1      |
| 7     | Hans Kleppen       | Norwegen | 0    | 0      | 1      | 1      |
| 7     | Olle Hansson       | Schweden | 0    | 0      | 1      | 1      |

## Skilanglauf Männer
Detaillierte Ergebnisse

### 18 km
| Platz | Sportler          | Land                   | Zeit        |
| ----- | ----------------- | ---------------------- | ----------- |
| 1     | Veli Saarinen     | Finnland               | 1:20:03,0 h |
| 2     | Anselm Knuuttila  | Finnland               | 1:20:40,0 h |
| 3     | Hjalmar Bergström | Schweden               | 1:21:28,0 h |
| 4     | Olle Hansson      | Schweden               | 1:23:03,0 h |
| 5     | Hagbart Haakonsen | Norwegen               | 1:23:36,0 h |
| 5     | Gustaf Jonsson    | Schweden               | 1:23:36,0 h |
| 7     | Väinö Liikkanen   | Finnland               | 1:23:43,0 h |
| 8     | Ernst Krebs       | Deutsches Reich        | 1:25:12,0 h |
| 9     | Franz Donth       | Tschechoslowakei (HDW) | 1:25:42,0 h |
| 10    | Walter Bussmann   | Schweiz                | 1:26:11,0 h |

Datum: Freitag, 8. Februar 1929
Streckenverlauf: Die Strecke führte beginnend östlich von Zakopane auf einem Rundweg über die umliegenden Hänge. Der Start befand sich in einer Höhe von 920 m. Die ersten drei Kilometer senkte sich die Loipe kontinuierlich ab um dann wieder auf 1100 Meter zu steigen. Nach dem Anstieg hatten die Läufer eine Abfahrt auf eine Höhe von 860 m vor sich, an die sich eine längere ebene Streckenführung anschloss. Nach einer erneuten Steigung auf 975 m senkte sich der Verlauf der Strecke wieder bis zum Ziel ab. Insgesamt wies die Strecke eine Höhendifferenz von etwa 220 m auf. Die Schneelage war gut, sodass die Strecke abgesehen von den Temperaturen von −15 °C, keine allzu große Herausforderung an die Kräfte der Bewerber stellte.
Teilnehmer: 55 gestartet; 40 gewertet.

Die insgesamt 98 Teilnehmer von zwölf Verbänden wurden gemäß der Ausschreibung in zwei Klassen gewertet, in jener der Speziallangläufer und jener der Kombinationslangläufer.
Die drei deutschen Vertreter im Speziallanglauf konnten sich recht gut klassieren. Sie erhielten bei der am Vortag vorgenommenen Auslosung mit den Nummern 29 für Otto Wahl, 31 für Krebs und 75 für Helmut Schuster auch gute Startnummern. Am besten schnitt überraschend der Münchener Ernst Krebs ab, der zum ersten Mal an einer großen internationalen Konkurrenz teilnahm und sich als bester Mitteleuropäer noch vor dem bekannten Deutschböhmen Franz Donth und dem Schweizer Walter Bussmann auf dem ausgezeichneten achten Rang platzieren konnte. Wahl und Schuster lieferten ebenfalls eine ausgezeichnete Leistung ab, verpassten aber jeweils wegen Skibruchs, wodurch sie einiges an Zeit verloren, noch bessere Platzierungen.
Die Skandinavier, allen voran die Finnen, machten das Rennen erwartungsgemäß unter sich aus. Veli Saarinen erzielte die beste Zeit und verwies seinen Landsmann Anselm Knuuttila, den Gewinner des Dauerlaufes, um 37 Sekunden auf den zweiten Platz. Die schwedischen Vertreter fielen wieder überraschend positiv auf und krönten ihre Leistung mit dem dritten Platz durch Hjalmar Bergström. Der einzige Vertreter Norwegens Hagbart Haakonsen kam auf den fünften Rang.

### 50 km
| Platz | Sportler          | Land                   | Zeit        |
| ----- | ----------------- | ---------------------- | ----------- |
| 1     | Anselm Knuuttila  | Finnland               | 3:50:01,0 h |
| 2     | Veli Saarinen     | Finnland               | 3:53:23,0 h |
| 3     | Olle Hansson      | Schweden               | 3:53:30,0 h |
| 4     | Väinö Liikkanen   | Finnland               | 3:56:15,0 h |
| 5     | Gustaf Jonsson    | Schweden               | 3:58:07,0 h |
| 6     | Hjalmar Bergström | Schweden               | 3:59:05,0 h |
| 7     | Leif Skagnaes     | Norwegen               | 4:02:43,0 h |
| 8     | Franz Donth       | Tschechoslowakei (HDW) | 4:04:39,0 h |
| 9     | Ole Stenen        | Norwegen               | 4:11:51,0 h |
| 10    | Josef Německý     | Tschechoslowakei       | 4:19:05,0 h |

Datum: Dienstag, 5. Februar 1929
 Teilnehmer: 41 genannt; 32 gestartet, 28 gewertet.
Als erster Wettbewerb kam bei mäßigen Schneeverhältnissen und einer Temperatur von −7° °C der Dauerlauf über 50 km zur Austragung. Die Strecke säumten einige Tausend Zuschauer, als geladene Gäste im Zielbereich fanden sich viele Militärattachés aus dem europäischen Ausland.
Erwartungsgemäß belegten die Skandinavier die vorderen Plätze. Der Finne Anselm Knuuttila gewann seine erste und einzige Goldmedaille bei einem Großereignis, sein Landsmann Veli Saarinen errang mit der Silbermedaille den zweiten Erfolg nach seinem dritten Rang von den Weltmeisterschaften 1926 in Lahti über 50 km. Der dritte Platz ging an den Schweden Olle Hansson. Etwas enttäuschend war das Abschneiden der favorisierten Norweger deren beste Läufer erst auf den Rängen sieben und neun ins Ziel kamen.
Als bester Mitteleuropäer klassierte sich der Deutschböhme Franz Donth auf dem achten Rang. Gute Plätze belegten auch sein tschechoslowakischer Landsmann Josef Německý sowie der Schweizer Walter Bussmann.
Die deutsche Mannschaft versäumte den Wettbewerb, weil sie auf der Anreise von Klingenthal in Sachsen nach Zakopane den Anschlusszug verpasste. Von deutscher Seite waren Helmut Schuster, Hans Bauer, Otto Wahl und Fritz Pellkofer für den Wettbewerb genannt worden.

## Skispringen Männer
Detaillierte Ergebnisse

### Großschanze
| Platz | Sportler           | Land            | Weite 1 | Weite 2 | Note  |
| ----- | ------------------ | --------------- | ------- | ------- | ----- |
| 1     | Sigmund Ruud       | Norwegen        | 57,0 m  | 55,0 m  | 227,2 |
| 2     | Kristian Johansson | Norwegen        | 56,0 m  | 56,0 m  | 225,2 |
| 3     | Hans Kleppen       | Norwegen        | 57,0 m  | 55,0 m  | 223,8 |
| 4     | Alois Kratzer      | Deutsches Reich | 53,0 m  | 56,0 m  | 220,0 |
| 4     | Hans Vinjarengen   | Norwegen        | 55,0 m  | 53,5 m  | 220,0 |
| 6     | Arne Busterud      | Norwegen        | 53,0 m  | 55,0 m  | 217,1 |
| 7     | Christian Holmen   | Norwegen        | 52,0 m  | 55,5 m  | 215,3 |
| 8     | Paavo Nuotio       | Finnland        | 48,0 m  | 53,0 m  | 210,3 |
| 9     | Erich Recknagel    | Deutsches Reich | 50,0 m  | 53,5 m  | 209,2 |
| 10    | Bronisław Czech    | Polen           | 50,0 m  | 53,5 m  | 208,7 |

Datum: Sonntag, 10. Februar 1929

Sprunganlage: Wielka Krokiew

Teilnehmer: 57 genannt; 49 gestartet, 41 gewertet.
Die Krokiew-Schanze liegt etwa fünfzehn Minuten vom Zentrum Zakopanes entfernt und zeigte 1929 folgende Charakteristika: Der Anlauf hatte eine Länge von 93 Meter, die Neigung betrug 30 Grad und die Aufsprungbahn zeigte eine Weite von 135 Meter. Für die Zuschauer gab es eine große Tribüne, die aufgrund der grimmigen Kälte mit nur 5.000 Zuschauern nicht ausgefüllt war.
Der Sprunglauf fand am Sonntag zu Mittag bei etwa −34 °C Kälte statt und wurde unter anderem live durch den Wiener Sender im Radio übertragen. Die Schanze zeigte sich in einem hervorragenden Zustand. Die Anlaufspur war durch die Sprünge vom vortägigen Kombinationsspringen schneller geworden, wodurch größere Weiten erzielt werden konnten. Bei einem Probetraining am Mittwoch zeigten sich die favorisierten Norweger, allen voran Hans Vinjarengen und Sigmund Ruud in bestechender Form. Einen guten Eindruck hinterließen dabei auch die deutschen Springer, angeführt vom Thüringer Erich Recknagel, sowie die polnischen und tschechoslowakischen Vertreter.
Im Wettbewerb selbst dominierten wiederum die Norweger, die ihre Sprünge in vorbildhafter Haltung ausführten. Sigmund Ruud gewann die Konkurrenz mit Sprüngen über 57,0 und 55,0 Meter vor seinen Landsleuten Kristian Johansson und Hans Kleppen. Außer Konkurrenz stellte Ruud mit einem Sprung über 71,5 Meter einen neuen Schanzenrekord auf.
Zum besten Mitteleuropäer avancierte Alois Kratzer als Vierter, der mit seinen Weiten von 53 und 56 Metern die norwegische Phalanx durchbrechen konnte. Das hervorragende Abschneiden der deutschen Mannschaft komplettierte Erich Recknagel mit Platz neun. Thannheimer und Müller platzierten sich in den Top Zwanzig.

## Nordische Kombination
Detaillierte Ergebnisse

### Einzel (Normalschanze/18 km)
| Platz | Sportler           | Land            | Punkte |
| ----- | ------------------ | --------------- | ------ |
| 1     | Hans Vinjarengen   | Norwegen        | 452,10 |
| 2     | Ole Stenen         | Norwegen        | 432,86 |
| 3     | Esko Järvinen      | Finnland        | 431,70 |
| 4     | Bronisław Czech    | Polen           | 431,06 |
| 5     | Kristian Johansson | Norwegen        | 429,79 |
| 6     | Peder Belgum       | Norwegen        | 428,42 |
| 7     | Paavo Nuotio       | Finnland        | 423,30 |
| 8     | Alois Kratzer      | Deutsches Reich | 416,90 |
| 9     | Gustav Müller      | Deutsches Reich | 411,15 |
| 10    | Arne Busterud      | Norwegen        | 408,60 |

Datum: Freitag, 8. Februar (Langlauf) und Samstag, 9. Februar (Sprunglauf)
Teilnehmer: 43 gestartet, 39 gewertet.
Der Kombinationslanglauf über 18 km wurde im Rahmen des Speziallanglaufs am 8. Februar auf den Hängen um die Stadt Zakopane ausgetragen und sah den Finnen Esko Järvinen als Gewinner vor den beiden Norwegern Hans Vinjarengen und Ole Stenen. Die besten Chancen auf den Sieg wurden neben den Erstplatzierten noch Peder Belgum, Paavo Nuotio und vor allem den hoch eingeschätzten Polen Bronisław Czech eingeräumt, der mit einem vierten Rang im folgenden Kombinationsspringen dann auch nur knapp am Podest vorbei sprang. Der im Vorfeld favorisierte Norweger Sigmund Ruud vergab mit einem 37. Rang im Laufbewerb, ebenso wie Rudolf Burkert mit der 25. Laufzeit bereits alle Chancen auf einen Spitzenplatz.
Die deutschen Vertreter schnitten sehr zufriedenstellend ab, allen voran Gustav Müller auf dem siebten und Hans Bauer auf dem neunten Platz. Für einen Podestplatz kamen sie aber nach dem Laufen nicht mehr in Betracht. Aschauer und Kratzer platzieren sich in den Top Fünfzehn, Pellkofer kam auf den 21. Rang.
Beim zweiten Teil der Nordischen Kombination, dem Sprunglauf, zeigte sich die Krokiew-Schanze nach ausgiebigem Schneefall, der aber die Anlaufspur etwas langsamer machte, und bei Sonnenschein trotz eisiger Kälte von −20 °C, in einem herrlichen Schneekleid. Etwa 10.000 Zuschauer verfolgten die Konkurrenz. Am besten schnitt der Norweger Hans Vinjarengen mit zwei in perfekter Haltung gezeigten Sprüngen über 40 und 44 m ab. Damit verwies er seinen Landsmann Ole Stenen (34,0 und 44,0 m) und den Finnen Esko Järvinen (32,0 und 42,0 m) auf den zweiten und dritten Platz im Kombinationsspringen und holte sich im Endklassement auch den ersten Rang vor Stenen und Järvinen.
Die deutschen Kombinierer zeigten auch im Sprunglauf teils gute Leistungen. Loisl Kratzer kam auf 36 und 44 Meter und Müller auf 35 und 41 Meter, wobei er beim zweiten Sprung im Auslauf zu Sturz kam. Bauer erreichte im ersten Durchlauf nur 22 Meter, zeigte im zweiten Durchgang aber einen schönen Sprung auf 34 Meter. Pellkofer kam auf 30 und 37 m. Josef Aschauer stürzte im ersten Durchgang bei 22 Metern und trat im zweiten Durchgang nicht mehr an. Er fiel damit im Gesamtklassement vom zwölften auf den 35. Rang zurück.
Der beste Schweizer war Vuilleumier mit Sprüngen über 36 und 46 Metern, bester Mitteleuropäer im Laufen und Springen und damit auch in der Gesamtwertung war der Lokalmatador Bronisław Czech.

## Weitere Wettbewerbe
Wie oben ausgeführt gab es drei weitere Disziplinen, die als Demonstrationswettbewerbe (Abfahrt Männer und Skilanglauf Frauen) bzw. inoffizieller Wettbewerb (Militärpatrouille) ins Programm genommen wurden.

### Abfahrt Männer
Detaillierte Ergebnisse
| Platz | Sportler              | Land                   | Zeit      |
| ----- | --------------------- | ---------------------- | --------- |
| 1     | Bronisław Czech       | Polen                  | 06:52 min |
| 2     | Bill Bracken          | Vereinigtes Königreich | 06:55 min |
| 3     | Stefan Lauener        | Schweiz                | 08:21 min |
| 4     | Fritz Kaufmann        | Schweiz                | 08:24 min |
| 5     | Bruno Trojani         | Schweiz                | 08:26 min |
| 6     | Guy Nixon             | Vereinigtes Königreich | 08:30 min |
| 7     | Andrzej Krzeptowski I | Polen                  | 08:43 min |
| 8     | William James Riddel  | Vereinigtes Königreich | 08:54 min |
| 9     | Władysław Czech       | Polen                  | 09:05 min |
| 10    | Pelham Maitland       | Vereinigtes Königreich | 09:13 min |

Datum: Mittwoch, 6. Februar 1929
Teilnehmer: 60 genannt, 29 gestartet, 23 gewertet. Außer Konkurrenz nahmen die beiden Engländerinnen Doreen Elliott und Audrey Sale-Barker teil. Mit ihren Zeiten von 10:16,00 und 10:25,00 wären sie im Wettbewerb auf die Ränge dreizehn und vierzehn gekommen.
Strecke: Der Abfahrtslauf auf dem Plateau Gąsienicowa wurde witterungsbedingt sowie aus Sicherheitsgründen in zwei Etappen (Sucha-Przełęcz – Hala Gąsienicowa bzw. Kopa Magury – Hala Olczysko-Wyznia) gefahren und führte über eine Gesamtlänge von 5 km. Die Höhendifferenz betrug dabei etwa 400 Meter.

### Skilanglauf Frauen 7 km
Detaillierte Ergebnisse
| Platz | Sportler                     | Land                      | Zeit        |
| ----- | ---------------------------- | ------------------------- | ----------- |
| 1     | Bronisława Staszel-Polankówa | Polen                     | 31:34,0 min |
| 2     | Bela Friedländerová-Havlová  | Tschechoslowakei (SL RČS) | 34:29,0 min |
| 3     | Elżbieta Ziętkiewiczowa      | Polen                     | 35:20,0 min |
| 4     | Zofia Stopkówna              | Polen                     | 36:30,0 min |
| 5     | Zofia Lorenzówna             | Polen                     | 36:52,0 min |
| 6     | Janina Sawczak-Fischerowa    | Polen                     | 37:09,0 min |
| 7     | Wanda Dubieńska              | Polen                     | 38:43,0 min |
| 8     | Zofia Giewontówna            | Polen                     | 39:09,0 min |
| 9     | Hede Miemitz                 | Tschechoslowakei (HDW)    | 39:35,0 min |
| 10    | Władysława Szostakówna       | Polen                     | 39:51,0 min |

Datum: Donnerstag, 7. Februar 1929
Teilnehmer: 29 genannt; 23 gestartet; 22 gewertet;
Strecke: Der Start lag auf der Gubałówka, die Streckenlänge betrug 7 km. Die Schneeverhältnisse waren gut, das Wetter frostig und sonnig.

### Militärpatrouille
| Platz | Land             | Zeit        |
| ----- | ---------------- | ----------- |
| 1     | Finnland         | 3:11:44,0 h |
| 2     | Polen            | 3:16:13,0 h |
| 3     | Rumänien         | 3:19:18,0 h |
| 4     | Tschechoslowakei | 3:22:24,0 h |
| 5     | Jugoslawien      | 3:34:22,0 h |
| 6     | Frankreich       | 3:52:50,0 h |

Datum: Samstag, 9. Februar 1929
 Der Militärpatrouillenlauf fand bei −20 °C und ausgezeichneten Schneeverhältnissen am Vormittag vor dem Kombinationssprunglauf statt. Jede Patrouille bestand aus einem Offizier und drei Mann in voller Ausrüstung. Während des Laufes musste auf insgesamt dreizehn Scheiben geschossen werden.